# Kasidishi
La Kasidishi ou Kasidiji est une rivière de la province du Lualaba en République démocratique du Congo. Elle sépare la province du Lualaba de la province du Lomami sur sa partie inférieure près de son embouchure dans la Mbuji-Mayi.